# World Games 2025/Luftsport
Bei den World Games 2025 in Chengdu wurde vom 14. bis 16. August ein Wettbewerb im Luftsport ausgetragen. Dabei handelte es sich um einen Mixed-Wettkampf im FPV Racing. Austragungsort war das Dong’an Lake Sports Park Athletics Field.

## Bilanz

### Medaillenspiegel
| Platz  | Land     | Gold | Silber | Bronze | Gesamt |
| ------ | -------- | ---- | ------ | ------ | ------ |
| 1      | Japan    | 1    | —      | —      | 1      |
| 2      | Hongkong | —    | 1      | —      | 1      |
| 3      | Südkorea | —    | —      | 1      | 1      |
| Gesamt | Gesamt   | 1    | 1      | 1      | 3      |

### Medaillengewinner
| Disziplin  | Gold                 | Silber              | Bronze            |
| ---------- | -------------------- | ------------------- | ----------------- |
| FPV Racing | Yuki Hashimoto (JPN) | Kwan Chun Yan (HKG) | Kim Min-jae (KOR) |